# 今井彬
今井 彬（いまい あきら、1933年 - 2006年）は、元ニッポン放送・フジテレビのアナウンサー。大阪府出身。

## 経歴・人物
1957年、早稲田大学政治経済学部を卒業後、ニッポン放送入社（アナウンス職）。 同期に山田祐嗣。
1959年、フジテレビに移籍（アナウンス職）。アナウンス室長、報道局解説委員長を歴任。
2006年、没。

## 担当番組
報道・討論番組
| 期間          | 期間          | 番組名            | 役職       | 担当日   |
| ------------- | ------------- | ----------------- | ---------- | -------- |
| 1968年        | 1970年9月     | FNNニュース(夕方) | キャスター | （不明） |
| 1970年10月5日 | 1978年9月29日 | FNNニュース6:30   | キャスター | 平日     |
| 不明          | 1980年3月     | ビジョン討論会    | 進行役     | 日曜日   |

バラエティ番組・その他
- スター千一夜（司会 1960年代前半）
- 今日の視点（キャスター）